# HMS Draken (Dra)
HMS Draken (Dk) var en ubåt i svenska flottan som byggdes vid Kockums Mekaniska Verkstads AB i Malmö och som sjösattes 1960 och skrotades 1983 i Landskrona.
Draken blev den första svenska ubåten (men den enda i klassen) som försågs med gummiklätt skrov för att minska målytan för aktiv sonar.